# Reinhard Mey
Reinhard Friedrich Michael Mey (Berlijn, 21 december 1942) is een Duitse zanger en liedjesschrijver. In Nederland en België is hij vooral bekend door de liederen Als de dag van toen, Über den Wolken en Gute Nacht, Freunde. Het refrein van laatstgenoemd nummer wordt sinds 1976 gebruikt als herkenningsmelodie voor het Nederlandse radioprogramma Met het oog op morgen.

## Bekendheid
De single Gute Nacht, Freunde bereikte als hoogste plaats de 14e plek in 1974. Ook in 1974 bracht hij het nummer Wie vor Jahr und Tag uit. De Nederlandstalige versie hiervan, Als de dag van toen, bereikte in 1975 de tweede plaats van zowel de Top 40 als de Nationale Hitparade en is terug te vinden op plaats 35 in het jaaroverzicht van 1975. Tijdens het WK 2006 was Als de dag van toen veelvuldig op de televisie te horen tijdens een reclame van Nationale-Nederlanden.
De gelijknamige LP Als de dag van toen bereikte op 8 november 1975 de eerste plaats van de LP Top 50, bleef vijf weken nummer 1 staan en de LP kreeg uiteindelijk dubbel platina, de enige dubbel-platina plaat uit de lange carrière van Reinhard Mey. Het nummer werd in 1997 gecoverd door Mama's Jasje met frontman Peter Vanlaet. Het stond 26 weken in de Vlaamse hitlijst, met een tweede plaats als hoogste notering.
Mey zingt vooral in het Duits, maar ook wel in het Frans (onder de naam Frédérik Mey) en incidenteel in het Nederlands, vooral liedjes waarbij de tekst een belangrijke rol speelt.

## NPO Radio 2 Top 2000
| Nummers met noteringen in de NPO Radio 2 Top 2000 | '99  | '00  | '01  | '02  | '03  | '04  | '05  | '06  | '07  | '08  | '09  | '10  | '11  | '12  | '13  | '14  | '15  | '16  | '17  | '18  | '19  | '20  | '21  | '22  | '23  | '24  |
| ------------------------------------------------- | ---- | ---- | ---- | ---- | ---- | ---- | ---- | ---- | ---- | ---- | ---- | ---- | ---- | ---- | ---- | ---- | ---- | ---- | ---- | ---- | ---- | ---- | ---- | ---- | ---- | ---- |
| Als de dag van toen                               | 743  | 848  | 1297 | 826  | 967  | 938  | 822  | 606  | 791  | 741  | 811  | 931  | 1051 | 1080 | 1234 | 1473 | 1593 | 1485 | 1706 | -    | -    | -    | -    | -    | -    | -    |
| Gute Nacht, Freunde                               | 1032 | 1494 | 1634 | 1398 | 1384 | 1329 | 1402 | 1293 | 1618 | 1402 | 1243 | 1388 | 1416 | 1604 | 1341 | 1560 | 1628 | 1441 | 1619 | 1601 | 1467 | 1832 | 1745 | 1802 | 1856 | 1851 |

1. ↑  Een '-' betekent dat het nummer niet was genoteerd en een vetgedrukt getal geeft de hoogste notering van een nummer aan.

## Hits in Duitsland
- 1974 - Wie vor jahr und tag
- 1974 - Gute Nacht, Freunde
- 1974 - Über den Wolken

## Wetenswaardigheden
- Mey is gediplomeerd piloot en daarom bevoegd om verschillende passagierstoestellen te besturen.